# レイクサイド マーダーケース
『レイクサイド マーダーケース』は、東野圭吾の小説『レイクサイド』を原作とする青山真治監督による2005年1月22日公開の日本映画。

## ストーリー
中学受験のため湖畔の別荘で勉強合宿を行っていた3組の家族と塾講師。別居中の並木俊介と美菜子は、息子のため仲の良い夫婦を装って参加していたが、俊介の愛人が現れ、殺害事件が発生する。

## キャスト
- 並木俊介：役所広司[1]
- 並木美菜子：薬師丸ひろ子[1]
- 藤間智晴：柄本明[1]
- 関谷孝史：鶴見辰吾[1]
- 関谷靖子：杉田かおる[1]
- 藤間一枝：黒田福美
- 高階英里子：眞野裕子
- 津久見勝：豊川悦司
- 並木舞華：牧野有紗
- 藤間直人：村田将平
- 関谷拓也：馬場誠
- モデル：AI
- ポーター：井上肇
- クライアント：鈴木英介
- スタジオ助手：山地健仁
- 喫茶店の客：外間隆史

## スタッフ
- プロデューサー：亀山千広、宅間秋史、小岩井宏悦、仙頭武則[1]
- 監督：青山真治[1]
- 脚本：青山真治、深沢正樹
- 原作：東野圭吾「レイクサイド」[1]
- 撮影：たむらまさき[1]、池内義浩[1]
- 音楽：長嶌寛幸
- オープニング・テーマ：ドノヴァン「Season of the Witch」
- エンディング・テーマ：メイヤ「Simple Days ～ Walking The Distance」

## 小説
- 東野圭吾『レイクサイド』
  - 単行本：実業之日本社、2002年3月17日[2]、ISBN 978-4-40-853413-8
  - 単行本【新装版】：実業之日本社、2004年12月8日[3]、ISBN 978-4-40-853464-0
  - 文庫本：文春文庫、2006年2月10日[4]、ISBN 978-4-16-711010-9